# NGC 7096
NGC 7096 = IC 5121 ist eine Spiralgalaxie vom Hubble-Typ Sa im Sternbild Indianer am Südsternhimmel.  Sie ist schätzungsweise 106 Millionen Lichtjahre von der Milchstraße entfernt und hat einen Durchmesser von etwa 75.000 Lichtjahren.

Im selben Himmelsareal befindet sich die Galaxie IC 5120.
Das Objekt wurde am 31. August 1836 von dem Astronomen John Herschel mit seinem 18,7-Zoll-Spiegelteleskop entdeckt und später von Johan Dreyer in seinen New General Catalogue aufgenommen.